# Carl Devos
Carl Devos (Meulebeke, 1970) is een Belgisch hoogleraar en politicoloog.

## Levensloop
In 1988 startte Devos zijn studie aan de toenmalige Rijksuniversiteit Gent. Daar werd hij in 1992 licentiaat in de politieke wetenschappen. Devos' scriptie behandelde de ongelijke ontwikkeling van de politieke en sociale integratie van de Europese Gemeenschappen. Vervolgens behaalde hij in 1993 aan dezelfde universiteit een bijkomend licentiaatsdiploma in Europees recht. De titel van deze scriptie luidde Sociale dumping in intra-communautair verband. Aansluitend ging Devos aan de slag als assistent aan de Vakgroep Politieke Wetenschappen van de universiteit. Ondertussen werkte hij ook aan zijn proefschrift over de impact van het mondialiseringsproces op de machtspositie van de vakbonden.
In 2000 behaalde hij zijn doctoraat met een proefschrift over de Impact van het globaliseringsproces op de machtspositie van vakbonden. Een theoretische benadering. Vervolgens werd hij voltijds doctor-assistent aan dezelfde vakgroep.
Sinds oktober 2003 is Devos voltijds docent aan de vakgroep Politieke wetenschappen van de UGent voor opleidingsonderdelen in politieke besluitvorming, inleiding tot de politieke wetenschappen en Belgisch federalisme.
Als centrumlinkse academicus was Devos aan het begin van zijn academische loopbaan kandidaat op de verkiezingslijst van de sp.a bij de gemeenteraadsverkiezingen van 2000 in Izegem. Hij werd niet verkozen.
Van januari 2004 tot december 2007 was hij hoofdredacteur van het politiek tijdschrift Sampol.
In oktober 2010 werd Carl Devos benoemd tot hoogleraar aan de Gentse faculteit Politieke en Sociale wetenschappen.
Devos verkreeg vooral naamsbekendheid in Vlaanderen omwille van zijn kritische reflecties en politieke commentaren of columns en omwille van Inleiding tot politicologie, een eerstejaarsvak met een sterk gemediatiseerd 'Openingscollege'.
Devos' beperkte onderwijsopdracht, Politicologie, werd in 2014 aangevuld met het vakgroepvoorzitterschap en sinds het najaar van 2016 ook met het UGent-ambassadeurschap voor West-Vlaanderen.
Devos is eindredacteur van de tweede editie van het boek Ménage à Trois, Quo Vadis Belgica uit 2006. Daarin uitten de pers, politici, historici en politicologen hun mening en verwachting over de toekomst van België. Onder andere Bart De Wever, Yves Leterme, Kris Deschouwer, Dave Sinardet, Wilfried Martens, Marc Reynebeau en Norbert de Batselier werkten hier aan mee.
Als politiek analist en wetstraatcommentator is Devos regelmatig te gast in (politieke) debat- en actualiteitenprogramma's op de Vlaamse radio en televisie.

## Aantijgingen
In 2025 kwam hij in opspraak door mogelijk grensoverschrijdend gedrag, plagiaat en machtsmisbruik over een periode van 15 jaar. Minstens vijf medewerkers zouden naar de vertrouwenspersoon gestapt zijn, maar de UGent greep niet in. De advocaat van Carl Devos reageerde op de aantijgingen door te stellen dat het een zaak van eerroof is en dat de zaak gebaseerd is op een fictief verhaal. Volgens voormalig rector Anne De Paepe is de zaak onderzocht, maar werd er geen officiële klacht ingediend en kon er niet meer gedaan worden.
In een open brief spraken verschillende (ex-)medewerkers (Tine Boucké, Sofie Staelraeve, Manu Mus, Wouter Blomme, Nicolas Bouteca, Lorenzo Terrière en Tom Verstraete) van Devos zich uit en stelden ze dat ze de vakgroep en de professor niet herkenden in de karakterschets die van hem werd neergezet. "Carl Devos als een machtswellusteling neerzetten, wringt heel erg met onze ervaring", klinkt het in de open brief. "We vrezen dat feiten met fictie worden vermengd."
- Gemeinsame Normdatei: 171897854
- International Standard Name Identifier: 0000 0000 3612 9720
- Library of Congress Control Number: n2004153040
- Nederlandse Thesaurus van Auteursnamen: 294875468
- Virtual International Authority File: 217556403
- WorldCat: E39PBJkXwrQpMCFfJwwkvdbTpP